# Christoph Zimmermann
Cristoph Zimmermann (Düsseldorf, 12 januari 1993) is een Duits voetballer die als centrale verdediger speelt. Hij verruilde Borussia Dortmund in juli 2017 voor Norwich City.

## Clubcarrière
Tot 2006 speelde Zimmermann in de jeugd van SC Düsseldorf-West. Vervolgens speelde hij in de jeugd van Borussia Mönchengladbach. In de zomer van 2014 maakte Zimmermann de overstap naar Borussia Dortmund. Op 26 juli 2014 maakte hij zijn debuut in het profvoetbal in de 3. Liga. Hij mocht vlak voor tijd Jordanov vervangen in de wedstrijd tegen Rot-Weiß Erfurt. Hij speelde dat seizoen 27 wedstrijden in de 3. Liga.

### Norwich City
Op 15 juni 2017 werd bekendgemaakt dat Zimmermann na het verlopen van zijn contract bij Borussia Dortmund een 2-jarig contract zou tekenen bij Norwich City. Op 5 augustus 2017 debuteerde hij voor Norwich tegen Fulham in de Championship (1–1). Hij mocht direct in de basiself beginnen. Op 21 februari 2018 scoorde Zimmermann zijn eerste doelpunt in het professioneel voetbal bij een 2–2 gelijkspel tegen de uiteindelijke kampioen Wolverhampton Wanderers. In de tweede seizoenshelft van het seizoen 2018/19 droeg Zimmermann vaak de aanvoerdersband van Norwich City. Als aanvoerder scoorde hij kopgoals tegen Millwall en Reading. Hij verzekerde zich met Norwich van het kampioenschap van de Championship na een 1–2 winst tegen Aston Villa. Op 9 juli 2019 verlengde Zimmermann zijn contract bij Norwich City tot 2023. Op 31 augustus 2019 debuteerde hij in de Premier League met een 2–0 verlies op bezoek bij datzelfde Aston Villa. Na één seizoen op het hoogste niveau in Engeland degradeerde Zimmermann met Norwich City naar de Championship, nadat er op 11 juli 2020 met 0–4 werd verloren van West Ham United. Gedurende het seizoen 2020/21 verminderde het aantal speelminuten voor Zimmermann, onder andere door blessures. Op 17 april 2021 promoveerde Norwich City terug naar de Premier League.

## Clubstatistieken
| Seizoen         | Club                 | Competitie        | Competitie | Competitie | Beker | Beker | Overig | Overig | Totaal | Totaal |
| Seizoen         | Club                 | Competitie        | Wed.       | Dlp.       | Wed.  | Dlp.  | Wed.   | Dlp.   | Wed.   | Dlp.   |
| --------------- | -------------------- | ----------------- | ---------- | ---------- | ----- | ----- | ------ | ------ | ------ | ------ |
| 2014/15         | Borussia Dortmund II | 3. Liga           | 27         | 0          | —     | —     | —      | —      | 27     | 0      |
| 2015/16         | Borussia Dortmund II | Regionalliga West | 29         | 2          | —     | —     | —      | —      | 29     | 2      |
| 2016/17         | Borussia Dortmund II | Regionalliga West | 29         | 0          | —     | —     | —      | —      | 29     | 0      |
| Club totaal     | Club totaal          | Club totaal       | 85         | 3          | 0     | 0     | 0      | 0      | 85     | 3      |
| 2017/18         | Norwich City         | Championship      | 39         | 1          | 6     | 0     | —      | —      | 45     | 1      |
| 2018/19         | Norwich City         | Championship      | 40         | 2          | 5     | 1     | —      | —      | 45     | 3      |
| 2019/20         | Norwich City         | Premier League    | 17         | 0          | 3     | 0     | —      | —      | 20     | 0      |
| 2020/21         | Norwich City         | Championship      | 22         | 0          | 2     | 0     | —      | —      | 24     | 0      |
| Club totaal     | Club totaal          | Club totaal       | 118        | 3          | 16    | 1     | 0      | 0      | 134    | 4      |
| Carrière totaal | Carrière totaal      | Carrière totaal   | 203        | 6          | 16    | 1     | 0      | 0      | 219    | 7      |

Bijgewerkt op 21 april 2021.

## Erelijst
| Kampioen Championship | 1x | 2018/19 |